# GeoCity
GeoCity est un logiciel de type SIG (Systèmes d'informations géographiques).

## Historique
À son origine (1987), ce logiciel a été développé par la société Clemessy à Mulhouse. Raymond FEST était à l'origine du développement de ce progiciel.
Il a ensuite été racheté par la société NMS en 1996.
Depuis 1998, il a été repris par la société Apic.
Ce progiciel est dédié aux collectivités locales et territoriales
Ses principales références :
Syndicat mixte de la vallée de l'Orge Aval, communauté urbaine de Strasbourg, communauté urbaine de Dunkerque, district de Reims, ville de Mulhouse, conseil régional de Bourgogne, etc.

## Architecture
Il fonctionne sur le principe du mode client/serveur.
Une première version a été développée sur Solaris sur des stations de travail Sun avec la bibliothèque graphique Sunview.
Le logiciel a été ensuite migré sur le standard X11/Motif permettant le portage sur différentes
plateformes : IBM RS600, DEC Alpha, et Windows.
Le langage de développement utilisé a été le C
La partie serveur repose sur le SGBD Sybase pour la partie alphanumérique et sur GeoBase (développement propriétaire) pour la partie spatiale, basé le principe du Grid File.